# توپولوها

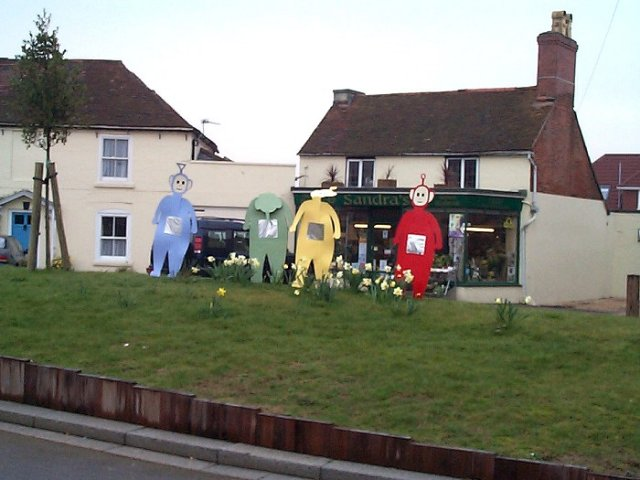

توپولوها (به انگلیسی: Teletubbies) مجموعه‌ای است تلویزیونی برای کودکان که از شبکه بی‌بی‌سی بخش می‌شود. این برنامه تلویزیونی که تهیه آن از سال ۱۹۹۷ تا ۲۰۰۱ طول کشید برای کودکان پیش‌دبستانی ساخته شده‌است. تهیه‌کننده این کار تلویزیونی شرکت رگدول پروداکشن می‌باشد. گوینده برنامه‌ها تیم ویتنال است. توپولوها نخست در تاریخ ۳۱ مه ۱۹۹۷ از تلویزیون پخش شد. این برنامه در آمریکا در تاریخ ۶ آوریل ۱۹۹۸ در پی‌بی‌اس نت‌ورک به صورت اتحادیه درآمد و تا ۱۹ ژوئن ۲۰۰۵ از تلویزیون‌ها پخش می‌شد. تولید این برنامه در سال ۲۰۰۱ متوقف گردید.

## مرور
برنامه با شخصیت‌های تخیلی و رنگارنگ و به صورت پر زرق و برق تولید می‌شد. تینکی وینکی، دیپسی، لالا و پو از شخصیت‌های برنامه در یک آلونک گنبدی زندگی می‌کردند که به صورت آینده‌گرایانه ساخته شده و بر فراز تپه‌های سبزرنگ قرار داشت.